# Harry Angier Hoffner, Jr.
Harry Angier Hoffner, Jr. (* 27. November 1934 in Jacksonville (Florida); † 10. März 2015 in Hilton Head Island, South Carolina) war ein amerikanischer Altorientalist mit Schwerpunkt Hethitologie.

## Leben
Harry Hoffner studierte zunächst Theologie und klassische Altertumswissenschaften an der Princeton University, dem Dallas Theological Seminary sowie an der Brandeis University, wo er 1963 schließlich auch promoviert wurde. Es folgte eine Lehrtätigkeit in Hebraistik und biblischer Theologie am Illinois’ Wheaton College, bevor er schon ein Jahr nach seiner Promotion eine Professur für Altanatolistik an der Brandeis University antrat.
1969 wurde er als associate Professor für Assyriologie und Hethitologie in Yale berufen, bevor er 1974 schließlich einen Lehrstuhl für Hethitologie am Oriental Institute der University of Chicago erhielt. Dort wirkte er bis zu seinem Ruhestand an dem gemeinsam mit Hans Gustav Güterbock begründeten und bis heute unvollendeten Chicago Hittite Dictionary mit.

## Werke
- The Laws of the Hittites. Univ. Diss. Ann Arbor 1964.
- An English-Hittite Glossary. Paris 1967.
- Alimenta Hethaeorum (American Oriental Series 55). New Haven 1974.
- Hittite Myths. Atlanta 1990.
- The Laws of the Hittites, A Critical Edition (Documenta et Monumenta Orientis Antiqui 23) Leiden 1997.